# Giuseppe Unere
Giuseppe Unere (San Damiano d'Asti, 29 giugno 1946 – Borgio Verezzi, 19 giugno 2008) è stato un calciatore e allenatore di calcio italiano, di ruolo terzino sinistro.
È scomparso a giugno 2008 all'età di 62 anni. In sua memoria viene organizzato annualmente un torneo giovanile di calcio a Borgio Verezzi.

## Carriera

### Giocatore
Cresciuto calcisticamente nell'Asti (con cui debutta nel campionato di Serie D 1962-1963), passa poi al vivaio del Torino, a partire dal 1966 viene inviato a fare esperienza in prestito prima all'Anconitana in Serie C e quindi in comproprietà al Catania, con cui debutta nel campionato di Serie B 1967-1968 collezionando 24 presenze e un gol.
Nel 1968 viene riscattato dai granata, con cui scende in campo in un solo incontro del campionato 1968-1969 (pareggio interno a reti bianche col L.R. Vicenza del 13 ottobre 1968).
Prosegue quindi la carriera in Serie B, dove disputerà altri cinque campionati (oltre a quello disputato in precedenza a Catania), sempre inviato in prestito dal Torino. Milita per una stagione nel Piacenza, per una nel Livorno e per una nel Novara, tutte da titolare. Nel 1972, dopo essere rientrato nuovamente al Torino, viene girato al Taranto, dove contribuisce come rincalzo (15 presenze) alla salvezza conquistata in extremis dai pugliesi.
Dopo quattro stagioni consecutive in Serie B scende in terza serie con l'Alessandria, con cui centra la promozione nei cadetti nel campionato 1973-1974. Vi rimane fino alla stagione successiva, conclusa con la retrocessione; al termine del campionato viene riscattato dai grigi, ma il nuovo allenatore Giacomo Losi lo mette in lista di trasferimento.
In seguito milita nella Novese in Serie D e quindi nell'Asti, dove è tormentato da un infortunio al ginocchio, e chiude la carriera come allenatore-giocatore nel Borgio Verezzi, a oltre 40 anni, dopo aver militato in formazioni delle serie minori della Riviera di Ponente.
In carriera ha totalizzato complessivamente 142 presenze e 8 reti in Serie B.

### Allenatore
Cessata l'attività agonistica, ha intrapreso quella di allenatore, guidando le giovanili del Savona e poi formazioni delle serie minori di Liguria e Piemonte.

## Palmarès

### Club

#### Competizioni nazionali
- Serie C: 1

Alessandria: 1973-1974